# Programme Génies
 (octobre 2022).
Si vous disposez d'ouvrages ou d'articles de référence ou si vous connaissez des sites web de qualité traitant du thème abordé ici, merci de compléter l'article en donnant les références utiles à sa vérifiabilité et en les liant à la section « Notes et références ».
Le Programme Génies (en anglais : Wizards Project) fut un projet de recherche mené par les chercheurs américains Paul Ekman et Maureen O'Sullivan visant à étudier la capacité des individus à détecter les mensonges d'une personne qui parle. Est considéré « Génie de la vérité » celui capable de déterminer avec plus de 80 % de réussite si une personne ment ou dit la vérité.

## Résultat
Le panel du programme fut constitué de 20 000 personnes choisies dans tous les secteurs d'activité, dont des membres des services secrets, du FBI ou de la police, des juges et des avocats, des psychologues, des étudiants, etc. Les différents tests ne permirent d'identifier que 50 "Génies", soit 0,25 % de la population.

## Perception innée et perception acquise
Les « Génies » identifiés par l'étude sont qualifiés de « Naturels » par Paul Ekman, car leur don de détection du mensonge est inné.

## Culture populaire
La détection de mensonges par l'observation du sujet est le thème principal de la série télévisée américaine Lie to Me (2009-2011). Les protagonistes ont acquis leur savoir par l'étude à l'exception de Ria Torres, la seule « Naturelle » de l'équipe.

## Programme Diogène
À l'origine le projet s'appelait « Programme Diogène » en référence à Diogène de Sinope, philosophe grec, qui déclarait chercher l'idéal humain en parcourant les rues d'Athènes une lanterne à la main.